# Tele+ Nero
Tele+ Nero était une chaîne de télévision italienne, du groupe Telepiù, filiale du Groupe Canal+.

## Historique
Tele + 1 fut lancé le 9 août 1990. La chaîne diffuse des films sans interruption publicitaire.
Le 1er juin 1991 à minuit, les émissions de Tele + 1 ont commencé à être codées à Irdeto et il est devenu nécessaire de s'abonner. Le lancement du service payant a été précédé d'une campagne de publicité massive tant sur les réseaux de télévision nationaux que sur les réseaux TELE + eux-mêmes.
Le premier programme crypté fut le 1er juin 1991 à minuit le film Blade Runner, qui est ainsi devenu le premier programme de télévision payante de l'histoire de la télévision italienne.
Tele+1 est remplacé par Tele+ Nero le 29 août 1997.
Après la revente de Telepiù à BSkyB, la chaîne est remplacée par Sky Sport 1 le 31 juillet 2003.